# Sarawan
Il distretto del Sarawan, nel Belucistan, era un distretto dello Stato di Kalat.

## Storia
Situato presso le catene montuose di Nagau, Bhaur, Zamuri e Bangulzai (coi picchi di Moro, Dilband e Harboi), il distretto del Sarawan era un'area tribale che venne governata sin dal XV secolo come distretto dagli imperi ghaznavide e Ghorid. Nel 1666 Mir Aḥmad Khan Qambrani fu tra i governatori più noti dell'area per conto del khan di Kalat. Nel 1758, Muhammad Nasir Khan I ottenne di essere liberato dal dominio dell'Afghanistan sconfiggendo Ahmad Shah Durrani a Kalat. Nasir Khan II venne portato sul trono proprio dagli uomini del Sarawan nel 1840.